# Марія Леопольдіна Ангальт-Дессауська
Марія Леопольдіна Ангальт-Дессауська (нім. Maria Leopoldine von Anhalt-Dessau, 18 листопада 1746 — 15 квітня 1769) — принцеса Ангальт-Дессау з династії Асканіїв, донька князя Ангальт-Дессауського Леопольда II та принцеси Ангальт-Кетенської Ґізели Агнеси, друга дружина графа Ліппе-Детмольду Сімона Августа.

## Біографія
Народилась 18 листопада 1746 року в Дессау. Була четвертою дитиною та третьою донькою в родині спадкоємного принца Ангальт-Дессау Леопольда та його дружини Гізели Агнеси Ангальт-Кетенської. Мала старшого брата Леопольда та сестру Генрієтту Катерину. Ще одна сестра померла немовлям до її появи на світ. 
За кілька місяців після її народження батько успадкував престол Ангальт-Дессау. Сімейство згодом поповнилося трьома молодшими дітьми. Батьки доводились одне одному кузенами, їхній шлюб змальовували як надвичайно щасливий. Втім, обоє пішли з життя вже у 1751 році. Опікуном неповнолітніх дітей став дядько Дітріх Ангальт-Дессауський. Він виступав також як регент країни до 1758 року.

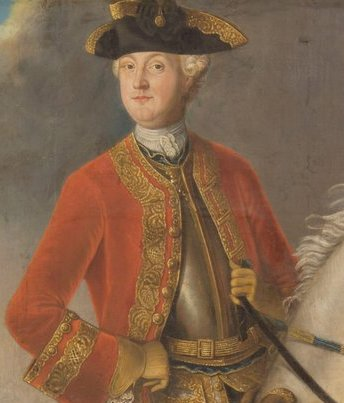
Деталь портрету Сімона Августа пензля невідомого майстра

У 18 років Марія Леопольдіна стала дружиною 38-річного графа Ліппе-Детмольду Сімона Августа. Весілля пройшло 28 вересня 1765 року в Дессау. Наречений був удівцем. Його перша дружина пішла з життя за рік до цього, не залишивши нащідків. У подружжя народився єдиний син. Графиня мала близькі відносини з сестрами та підтримувала листування з ними і після одруження. Оскільки Марія Леопольдіна скаржилася на сум за домом, сестри, зрештою, переїхали до Детмольду. Графиня також особисто брала участь у заходах щодо модернізації Детмольдського замку та будинку міського суду.
Померла за кілька років після весілля, 15 квітня 1769 року. Була похована у другій кімнаті Детмольдського мавзолею.
Сімон Август за півроку узяв шлюб з її молодшою сестрою Казимирою.

## Родина
Чоловік —  Сімон Август
Діти:
- Леопольд (1767—1802) — граф Ліппе-Детмольду у 1782—1789 роках, князь Ліппе у 1789—1802 роках, був одружений з Пауліною Ангальт-Бернбурзькою, мав двох синів і доньку.